# East Verde Estates
East Verde Estates – jednostka osadnicza w Stanach Zjednoczonych, w stanie Arizona, w hrabstwie Gila.